# Hebbagodi
Hebbagodi är en ort i Indien.   Den ligger i distriktet Bangalore Urban och delstaten Karnataka, i den södra delen av landet, 1 800 km söder om huvudstaden New Delhi. Hebbagodi ligger 906 meter över havet och antalet invånare är 12 395.
Terrängen runt Hebbagodi är platt, och sluttar österut. Runt Hebbagodi är det tätbefolkat, med 511 invånare per kvadratkilometer. Närmaste större samhälle är Bangalore, 18,7 km nordväst om Hebbagodi. Trakten runt Hebbagodi består till största delen av jordbruksmark.